# تيموثي كاري
تيموثي كاري (بالإنجليزية: Timothy Carey)‏ (و. 1929 – 1994 م) هو ممثل، ومخرج سينمائي، وكاتب سيناريو، وممثل تلفزيوني، من الولايات المتحدة الأمريكية، ولد في مدينة نيويورك، توفي في لوس أنجلوس، عن عمر يناهز 65 عاماً بسبب سكتة دماغية.

## وصلات خارجية
- تيموثي كاري على موقع IMDb (الإنجليزية)
- تيموثي كاري على موقع ألو سيني (الفرنسية)
- تيموثي كاري على موقع أول موفي (الإنجليزية)
- تيموثي كاري على موقع قاعدة بيانات الأفلام السويدية (السويدية)
- تيموثي كاري على موقع قاعدة بيانات الفيلم (الإنجليزية)
- تيموثي كاري على موقع كينوبويسك (الروسية)